# Cryptocynodon
Cryptocynodon és un gènere extint de sinàpsids que visqueren durant el Permià superior en allò que avui en dia és Sud-àfrica. Se n'han trobat restes fòssils a les províncies del Cap Septentrional i Limpopo. Fou descrit a partir d'un espècimen que consistia en mig crani i feia 5 cm de llargada. De vegades és considerat un sinònim d'Endothiodon (del qual es diferencia per la manca de dents premaxil·lars i l'absència de depressions a la superfície palatal dels ossos palatins) o Pristerodon mackayi (del qual es diferencia per la forma dels coixinets palatins i del musell). El nom genèric Cryptocynodon significa 'dent de gos oculta' en llatí.